# Kraków Łęg
Kraków Łęg – kolejowa stacja towarowa w Krakowie, położona na terenie Elektrociepłowni Kraków, w dzielnicy XIV Czyżyny, w Łęgu. Została oddana do użytku w 1972 roku przez Polskie Koleje Państwowe.